# Samuel San José
Samuel San José Fernández (Santander, Cantabria, España, 1 de marzo de 1984), conocido como Samuel, es un exfutbolista y entrenador español que jugaba como defensa central. Se retiró en la Unión Montañesa Escobedo de la Tercera Federación, con la que comenzó su carrera de entrenador a partir de la temporada 2023-24.

## Trayectoria
Formado en las categorías inferiores del Real Racing Club de Santander, debutó en Primera División en la temporada 2005-06 de la mano del técnico Manolo Preciado; fue alineado como titular en un encuentro disputado el 11 de septiembre de 2005 contra el Cádiz C. F. en el estadio de El Sardinero, que finalizó con derrota racinguista por 0-1.
Durante la campaña 2006-07 fue cedido al Real Sporting de Gijón, de la Segunda División, donde estuvo de nuevo a las órdenes de Manolo Preciado. Tras su regreso al Racing, sólo llegó a participar en un encuentro de la temporada 2007-08 y, en enero de 2008, salió en calidad de préstamo a la U. D. Las Palmas. En julio de 2008 se confirmó su incorporación definitiva a la plantilla del club canario tras desvincularse del Racing de Santander.
En junio de 2011, tras no alcanzar un acuerdo para la renovación de su contrato, fichó por la S. D. Ponferradina de la Segunda División B. Consiguió el ascenso a Segunda División en la campaña 2011-12 tras lograr el subcampeonato del grupo 2 de la categoría y, posteriormente, derrotar en la promoción al Real Jaén C. F., al Lucena C. F. y al C. D. Tenerife. Después de disputar otras dos temporadas con la Ponferradina en la categoría de plata, regresó al Racing de Santander.
Tras el descenso del Racing a la Segunda División B en la campaña 2014-15, fichó por el Club Atlético de San Luis de la Liga de Ascenso de México. En julio de 2016 regresó a España para incorporarse a la U. E. Llagostera-Costa Brava, equipo del que se desvinculó al término de la temporada 2016-17 para firmar por la S. D. Formentera.
El 25 de agosto de 2020, la Unión Montañesa Escobedo anunció su contratación. Compitió con los blanquinegros durante tres temporadas, hasta su definitiva retirada como futbolista en 2023.

## Clubes
| Club                         | País   | Año       |
| ---------------------------- | ------ | --------- |
| Racing de Santander "B"      | España | 2003-2006 |
| Real Sporting de Gijón       | España | 2006-2007 |
| Racing de Santander          | España | 2007-2008 |
| U. D. Las Palmas             | España | 2008-2011 |
| S. D. Ponferradina           | España | 2011-2014 |
| Racing de Santander          | España | 2014-2015 |
| Club Atlético de San Luis    | México | 2015-2016 |
| U. E. Llagostera-Costa Brava | España | 2016-2017 |
| S. D. Formentera             | España | 2017-2020 |
| U. Montañesa Escobedo        | España | 2020-2023 |

## Trayectoria como entrenador
Al finalizar la temporada 2023-24, comienza su nueva etapa como técnico en el club de su retiro como futbolista, la Unión Montañesa Escobedo.